# Sydhavn Teater
Sydhavn Teater er et lille storbyteater under Københavns Kommune. Teatret debuterede i 2014 med Et Mobilt Dukkehjem, en nyfortolkning af Henrik Ibsens klassiker i en omrejsende campingvogn.  
I 2017 blev Sydhavn Teater et lille storbyteater under Københavns Kommune, som dermed gav sin støtte til kunstneriske leder Mille Maria Dalsgaards mål om at skabe et fast teater i Sydhavnen.
Sydhavn Teater hører til i Østre Kapel på Vestre Kirkegård, på kontoret på Karens Minde Kulturhus, i CAMPINGVOGNEN, og i P44 – et "performancespace" på Borgbjergsvej 44 i sydhavnen. 

## Priser
Sydhavn Teater modtog i 2021 en reumertpris for bedste digitale forestilling med forestillingen Luna Seconda. 
|  |